# Eliza Doolittle
Eliza Doolittle — дебютный студийный альбом британской поп-певицы Элайзы Дулитл, выпущен 12 июля 2010 года лейблом Parlophone, получил в Великобритании статус «платинового» и достиг третьей позиции в британском альбомном чарте.
Выход альбома предварял выпуск синглов Skinny Genes и Pack Up, занявших, соответственно, 22-е и 5-е места в британском чарте. После выхода альбома было выпущено ещё два сингла: Rollerblades и Mr Medicine.

## Список композиций
| №   | Название        | Автор(ы)                                          | Длительность |
| --- | --------------- | ------------------------------------------------- | ------------ |
| 1.  | «Moneybox»      | Элиза Дулитл, Мэттью Прайм, Тим Вудкок            | 3:04         |
| 2.  | «Rollerblades»  | Дулитл, Крэйги Доддс, Джонни Шарп                 | 3:03         |
| 3.  | «Go Home»       | Дулитл, Фил Торналли, Мэдс Ходж                   | 2:58         |
| 4.  | «Skinny Genes»  | Дулитл, Прайм, Вудкок                             | 3:05         |
| 5.  | «Mr Medicine»   | Дулитл, Джон Бек, Стивен Крисанту                 | 3:27         |
| 6.  | «Missing»       | Дулитл, Доддс                                     | 3:43         |
| 7.  | «Back To Front» | Дулитл, Доддс, Уилл Джонстон                      | 3:41         |
| 8.  | «A Smokey Room» | Дулитл, Шарп, Доддс                               | 2:53         |
| 9.  | «So High»       | Дулитл, Джеймс Нэпир                              | 2:41         |
| 10. | «Nobody»        | Дулитл, Грег Карстин, Лорен Кристи                | 3:00         |
| 11. | «Pack Up»       | Дулитл, Прайм, Вудкок, Джордж Асаф, Феликс Пауэлл | 3:11         |
| 12. | «Police Car»    | Дулитл, Доддс                                     | 3:21         |
| 13. | «Empty Hand»    | Дулитл, Карстин                                   | 3:05         |